# Māris Bogdanovičs
Māris Bogdanovičs (Dobele, 19 de novembre de 1991) és un ciclista letó, professional des del 2011. Actualment corre a les files de l'equip Rietumu Banka-Riga.

## Palmarès
- 2016
  - 1r al Baltic Chain Tour i vencedor d'una etapa
- 2017
  - Vencedor d'una etapa al Baltic Chain Tour
  - Vencedor d'una etapa a la Volta a la Xina II
  - Vencedor de 2 etapes al Tour de Fuzhou
- 2019
  - Vencedor d'una etapa al Tour de Tochigi